# Биппен, Николай Николаевич
Николай Николаевич Биппен (10 [22] августа 1828 — 4 [17] ноября 1900) — русский государственный деятель, Астраханский губернатор, сенатор.

## Биография
Из потомственных дворян Санкт-Петербургской губернии.
По окончании курса в Императорском Александровском лицее, 1 января 1849 года вступил в службу по Министерству внутренних дел. В 1853 году определён в департамент общих дел столоначальником хозяйств, департамента, а в 1857 году — казначеем. В этом же году избран депутатом от Ямбургского уезда в Санкт-Петербургское дворянское собрание.
В 1859 году назначен правителем канцелярии хозяйственного департамента, а потом начальником 1-го городского отделения того же отделения. В 1861 году назначен астраханским вице-губернатором, в 1862 году директором Астраханского тюремного комитета, в 1863 году назначен могилёвским вице-губернатором. В 1868 году назначен астраханским губернатором. В должности Астраханского губернатора развивал экономику региона, создавал купеческие биржи, общество взаимного кредита, городской общественный банк, Астраханское отделение Волжско-Камского коммерческого банка. Содействовал развитию здравоохранения, образования, благотворительности, открыл реальные женские калмыцкие училища, мореходные классы, ремесленную школу, ряд благотворительных и попечительских обществ. Уделял большое внимание городскому благоустройству. В 1871 году избран почётным гражданином Астрахани.
В 1880 году назначен сенатором во 2-е отделение 5-го департамента и избран почётным гражданином Чёрного Яра. В том же году назначен в особое присутствие Сената для суждения дел о государственных преступлениях. В 1883 году назначен председателем особой комиссии по продовольственной части и перемещён в межевой департамент Сената. В 1885 году перемещён в 5-й департамент Сената.
В 1886 году участвовал в трудах комиссии по разработке проекта правил об особых преимуществах гражданской службы в отдалённых краях империи.
Похоронен на фамильном кладбище в усадьбе Преображенская, Ямбургского уезда.

## Награды
- Орден Святого Станислава 2 степени с Императорской короной (1837);
- Орден Святой Анны 2 степени с Императорской короной (1863);
- Орден Святого Владимира 3 степени (1865);
- Орден Святого Станислава 1 степени (1870);
- Орден Святой Анны 1 степени (1872);
- Орден Святого Владимира 2 степени (1874);
- Медаль «В память войны 1853—1856 гг.» (1856)
- серебряная медаль «За труды по освобождению крестьян» (1861)
- Медаль «За усмирение польского мятежа» (1865)

Иностранные:
- Персидский орден Льва и Солнца 1 степени (1871).

## Воспоминания современников
Честный службист, всегда очень заботливый, деятельный и энергичный, Биппен был вместе с тем крайне осторожен, робок и мнителен; его всегда смущало опасение: как посмотрят на то или другое его действие в Петербурге? В этом отношении правитель его канцелярии был гораздо решительнее и смелее. При его умении и такте ему удавалось влиять на Биппена и делать многое почти самостоятельно, под ловко обставляемым прикрытием своего начальника, который, ослепляясь решительностью и уверенностью своего ближайшего «помощника», мало-помалу все больше и больше доверялся ему, не имея почти поводов пенять на него за весьма возможные промахи. Чичинадзе, при весьма ограниченном образовании, был очень умный и способный человек и, ворочая в то время всею губернией, как ему вздумается, он тоже, в свою очередь, был чрезвычайно осмотрителен и осторожен. В управлении губернией, весьма сложном во всех [961] отношениях, он не только тщательно оберегал своего начальника, от которого все же зависел, но и самого себя, всегда чутко прислушиваясь ко всему окружающему и особенно к «тенденциям» своего министерства и вообще Петербурга. Таким образом, и начальник, в лице Н. Н. Биппена, и его ближайший помощник Д. В. Чичинадзе составляли дружный служебный аккорд, что, разумеется, имело свои хорошие последствия и в тяжелое время ветлянской чумы и в период оздоровления Лорис-Меликовым Астраханской губернии.